# Петров, Марк Евгеньевич
Марк Евгеньевич Петров (1933 — 2004) — советский российский художник. дизайнер, классик промышленной графики 1960-х — 1970-х годов.

## Биография
Марк Петров родился в Ленинграде в 1933 году. В годы блокады оставался в городе, был ранен, потерял ногу. После войны поступил в Ленинградскую среднюю художественную школу, где учился в одном классе с будущими художниками Александром Арефьевым, Александром Трауготом, Родионом Гудзенко, и Шоломом Шварцем, и впоследствии вошёл в окружение Арефьева — так называемый Арефьевский круг, а также дружил с поэтом Роальдом Мандельштамом.
По окончании художественной школы в 1949 году Петров поступил на отделение мастеров Ленинградского высшего художественно-промышленного училища, там же впоследствии прошёл стажировку.
После работал в Ленинградском художественном фонде, затем с 1962 года — на Комбинате живописно-оформительского искусства ленинградского отделения Худфонда РСФСР, где совместно работал и сдружился с Евгением Михновым-Войтенко, в дальнейшем, значимым представителем ленинградского нонконформизма. Петров проработал на комбинате до 1972 года и был уволен после того, как подвергся уголовному преследованию за посещение подпольного буддистского кружка философа и мистика Бидия Дандарона. После этого Петров переехал в Выборг, где прожил до своей смерти в 2004 году.

### Семья
- В 1955 году Марк Петров женился на польско-литовской художнице Иоанне Куней[3].
- Внук Марка Петрова — художник Платон Петров.

## Творчество
Как и некоторые другие художники-модернисты, которые не нашли себя в официальном искусстве, Марк Петров реализовал себя в промышленной графике и дизайне. В отличие от друзей по Арефьевскому кругу, которые отказывались от карьеры в пользу высокого искусства, Петров был амбициозен, искал признания и стремился состояться в работе.
Петров работал над дизайном сувенирных спичечных коробков серии «Петербург. Петроград. Ленинград» (с изображениями Петропавловского собора, самолётов в Пулково, станции метро «Московские ворота», Новой Голландии, Летнего сада, Пискарёвского кладбища других городских достопримечательностей), рекламой и фирменными знаками «Аэрофлота», плакатами и пригласительными билетами Ленинградского зоопарка, обложками грампластинок («Спящая красавица», «Музыкальное искусство Ленинграда» и т.д.), открытками, декоративной бумагой, каталогами промышленных выставок.
Также Петров разработал первую схему Ленинградского метрополитена, элементы и абстрактные линии которой считываются и в современных редакциях. Ещё одной, менее известной гранью его творчества стала живопись: пейзажи, натюрморты и абстрактные полотне.
Работы Петрова входят в собрания Русского музея, государственного музея «Царскосельская коллекция», Музея нонконформистского искусства и представлены в частных коллекциях.

### Художественный стиль
Минималистичный стиль Петрова сыграл ключевую роль в формировании ленинградского направления в советском графическом дизайне и оказал влияние на более молодых ленинградских и петербургских художников. Его работы, представленные в городской среде, формировали образ города и влияли на художественный вкус целого поколения ленинградцев.
Петров был одним из первых авангардистов, которые после 1920-х годов занялись официальным дизайном. Участие в андерграундных художественным объединениях он совмещал с работой над идеологическим нагруженными темами «города трёх революций» и «образа Вождя», которые трактовал пластически формально, но иронично. В противовес работам в области дизайна, живопись Петрова довлела к абстракциям и разрабатывала идею противостояния маленького человека насилию как социальной норме.
Культурным контекстом, в котором работал Петров, послужили период отказа от излишеств в архитектуре, хрущёвская оттепель и брежневский брутализм, а в его художественном стиле были заметны влияние кубизма, абстрактных работ Марка Ротко, Павла Филонова и Казимира Малевича. Крупный коллекционер ленинградского нонконформистского искусства Николая Благодатова видел в работах Петрова продолжение ленинградских авангардных художественных течений 1920-х годов, а Евгений Орлов, художник и куратор одной из посмертных выставок Петрова подчёркивал, что тот стоял у истоков нонконформистского искусства в Ленинграде.

## Выставки

### Дизайн
- 2013 — «Промграфика», галерея «Формула», Санкт-Петербург[9]
- 2018 — «В поисках современного стиля. Ленинградский опыт. Вторая половина 1950-х — середина 1960-х», Мраморный дворец, Русский музей[12]

### Живопись
- 2010 — «Шаг в неведомое», Музей нонконформистского искусства[4]
- 2011 — «В царстве строгих фигур», NameGallery, Санкт-Петербург[6]
- 2013 — «Павильон „Горячий холод”. К 400-летию подвига И.Сусанина», лофт-проект «Этажи», Санкт-Петербург[13]
- 2015 — «Волшебство безысходности», Музей нонконформистского искусства[2]